# Lijst van voetbalinterlands Mexico - Nederland (mannen)
Deze lijst van voetbalinterlands is een overzicht van alle officiële voetbalwedstrijden tussen de nationale teams van Mexico en Nederland. De landen hebben tot op heden negen keer tegen elkaar gespeeld. De eerste ontmoeting was een vriendschappelijk duel op 26 juni 1960 in Mexico-Stad. Het laatste duel, eveneens een vriendschappelijke wedstrijd, vond plaats in Amsterdam op 7 oktober 2020.

## Wedstrijden
| № | № Int NED | Plaats        | Datum            | Competitie        | Wedstrijd          | Uitslag |
| - | --------- | ------------- | ---------------- | ----------------- | ------------------ | ------- |
| 1 | 247       | Mexico-Stad   | 26 juni 1960     | Vriendschappelijk | Mexico – Nederland | 3 – 1   |
| 2 | 253       | Amsterdam     | 19 april 1961    | Vriendschappelijk | Nederland – Mexico | 1 – 2   |
| 3 | 543       | Miami         | 24 februari 1998 | Vriendschappelijk | Mexico – Nederland | 2 – 3   |
| 4 | 549       | Saint-Étienne | 25 juni 1998     | WK 1998           | Nederland – Mexico | 2 – 2   |
| 5 | 638       | Eindhoven     | 1 juni 2006      | Vriendschappelijk | Nederland – Mexico | 2 – 1   |
| 6 | 689       | Freiburg      | 26 mei 2010      | Vriendschappelijk | Nederland – Mexico | 2 – 1   |
| 7 | 748       | Fortaleza     | 29 juni 2014     | WK 2014           | Nederland − Mexico | 2 − 1   |
| 8 | 756       | Amsterdam     | 12 november 2014 | Vriendschappelijk | Nederland − Mexico | 2 − 3   |
| 9 | 811       | Amsterdam     | 7 oktober 2020   | Vriendschappelijk | Nederland − Mexico | 0 − 1   |

## Samenvatting
| Competitie        | Totaal gespeeld | Winst Mexico | Gelijk | Winst Nederland | Doelsaldo Mexico – Nederland |
| ----------------- | --------------- | ------------ | ------ | --------------- | ---------------------------- |
| WK-eindronde      | 2               | 0            | 1      | 1               | 3 − 4                        |
| Vriendschappelijk | 7               | 4            | 0      | 3               | 13 − 11                      |
| Totaal            | 9               | 4            | 1      | 4               | 16 − 15                      |

Wedstrijden bepaald door strafschoppen worden, in lijn met de FIFA, als een gelijkspel gerekend.

## Details

### Eerste ontmoeting
| Vriendschappelijk (Mexico-Stad, Mexico, 26 juni 1960): |              | |
| Mexico | 3 – 1        | Nederland |
| Héctor Hernández 32' Isidoro Díaz 47' Carlos González 76' | goals        | 82' Cor van der Gijp |
| Ignacio Trélles | bondscoach   | Elek Schwartz |
| Florentino Quintanar 46' Sabas Ponce Héctor Hernández 65' Alfonso Portugal Pedro Nájera Jorge Morelos José Villegas Juan Manuel Lemus Salvador Reyes Isidoro Díaz Rául Cárdenas | opstellingen | Eddy Pieters Graafland Roel Wiersma Kees Kuijs Jan Notermans Cor van der Hart Jan Klaassens 56' Sjaak Swart 69' Tonny van der Linden Kees Rijvers Cor van der Gijp Henk Groot |
| Raul Arellano 46' Carlos González 65' | wissels      | 56' Pierre Kerkhoffs 69' Piet Kruiver |
| - Debuut van Sjaak Swart (Ajax) en Pierre Kerkhoffs (SC Enschede) voor Nederland.                                                                                               |              | |

### Tweede ontmoeting
| Vriendschappelijk (Amsterdam, Nederland, 19 april 1961): |              | |
| Nederland | 1 – 2        | Mexico |
| Faas Wilkes 68' (pen.) | goals        | 26' Eduardo González 84' Francisco Flores |
| Elek Schwartz | bondscoach   | Ignacio Trélles |
| Eddy Pieters Graafland Roel Wiersma Kees Kuijs Bennie Muller Cor van der Hart Jan Klaassens Sjaak Swart Henk Groot Faas Wilkes Carol Schuurman Piet van der Kuil | opstellingen | Raúl Cárdenas Pedro Nájera Ignacio Jauregui Guillermo Sepulveda Gustavo Peña Francisco Flores 38' Crescencio Gutíerrez Eduardo González Sigifredo Mercado 41' Alfredo del Águila Antonio Mota |
| | wissels      | 38' Guillermo Ortíz 41' Jaime Belmonte |

### Derde ontmoeting
| Vriendschappelijk (Miami, Verenigde Staten, 24 februari 1998): |       |                                                        |
| Mexico                                                         | 2 – 3 | Nederland                                              |
| Francisco Palencia 65' Alberto García Aspe 76' (pen.)          | goals | 17' Patrick Kluivert 19' Patrick Kluivert 20' Wim Jonk |

### Vierde ontmoeting
| WK 1998 (Saint-Étienne, Frankrijk, 25 juni 1998): |       |                                       |
| Nederland                                         | 2 – 2 | Mexico                                |
| Phillip Cocu 4' Ronald de Boer 18'                | goals | 75' Ricardo Peláez 90' Luis Hernández |

### Vijfde ontmoeting
| Vriendschappelijk (Eindhoven, Nederland, 1 juni 2006): |              | |
| Nederland | 2 – 1        | Mexico |
| John Heitinga 53' Ryan Babel 57' | goals        | 19' Jared Borgetti |
| Marco van Basten | bondscoach   | Ricardo La Volpe |
| Henk Timmer 46' Tim de Cler Khalid Boulahrouz John Heitinga Jan Kromkamp Wesley Sneijder Hedwiges Maduro Denny Landzaat Robin van Persie 46' Dirk Kuijt Ryan Babel | opstellingen | Oswaldo Sánchez 65' José Antonio Castro Rafael Márquez Ricardo Osorio Carlos Salcido 65' Gonzalo Pineda 46' José Francesco Fonseca 46' Pável Pardo 46' Omar Bravo Jared Borgetti 46' Guillermo Franco |
| Maarten Stekelenburg 46' Jan Vennegoor of Hesselink 46' | wissels      | 46' Ramón Morales 46' Gerardo Torrado 46' Rafael García 46' Antonio Naelson 65' Claudio Suárez 65' Jesús Arellano                                                                                     |
| - Claudio Suárez speelt zijn 177ste en laatste interland voor Mexico.                                                                                              |              | |

### Zesde ontmoeting
| Vriendschappelijk (Freiburg, Duitsland, 26 mei 2010): |              | |
| Nederland | 2 – 1        | Mexico |
| Robin van Persie 17' Robin van Persie 42' | goals        | 74' Javier Hernández |
| Bert van Marwijk | bondscoach   | Javier Aguirre |
| Maarten Stekelenburg Khalid Boulahrouz John Heitinga Joris Mathijsen Edson Braafheid 46' Dirk Kuijt Demy de Zeeuw Rafael van der Vaart 71' Stijn Schaars 46' Ibrahim Afellay Robin van Persie 64' | opstellingen | Guillermo Ochoa Gerardo Torrado 88' Israel Castro Héctor Moreno 46' Andrés Guardado Jonny Magallon Jorge Torres Nilo 54' Alberto Medina 54' Paul Aguilar 46' Cuauhtémoc Blanco Javier Hernández |
| Vurnon Anita 46' Orlando Engelaar 46' Klaas-Jan Huntelaar 64' Eljero Elia 71' | wissels      | 46' Efraín Juárez 46' Pablo Barrera 54' Carlos Vela 54' Giovani dos Santos 88' Jonathan dos Santos                                                                                              |
| | gele kaarten | 67' Giovani dos Santos 78' Héctor Moreno 88' Israel Castro |
| - Debuut van Vurnon Anita (Ajax) voor Nederland. |              | |

### Zevende ontmoeting
| WK 2014 (Fortaleza, Brazilië, 29 juni 2014): |              | |
| Nederland | 2 – 1        | Mexico |
| Wesley Sneijder (Klaas-Jan Huntelaar) 88' Klaas-Jan Huntelaar 90+4' (pen.)                                                                                                | goals        | 48' Giovani dos Santos |
| Louis van Gaal | bondscoach   | Miguel Herrera |
| Jasper Cillessen Paul Verhaegh 56' Ron Vlaar Stefan de Vrij Daley Blind Dirk Kuijt Nigel de Jong 9' Wesley Sneijder Georginio Wijnaldum Arjen Robben Robin van Persie 76' | opstellingen | Guillermo Ochoa Francisco Javier Rodríguez Rafael Márquez 46' Héctor Moreno Paul Aguilar Héctor Herrera Miguel Layún Andrés Guardado Carlos Salcido 61' Giovani dos Santos 75' Oribe Peralta |
| Bruno Martins Indi 9' Memphis Depay 56' Klaas-Jan Huntelaar 77' | wissels      | 46' Diego Reyes 61' Javier Aquino 75' Javier Hernández |
| | gele kaarten | 69' Paul Aguilar 90+2' Rafael Márquez 90+3' Andrés Guardado |

### Achtste ontmoeting
| Vriendschappelijk (Amsterdam, Nederland, 12 november 2014): |              | |
| Nederland | 2 – 3        | Mexico |
| Wesley Sneijder 49' Daley Blind 74' | goals        | 8' Carlos Vela 62' Carlos Vela 69' Javier Hernández |
| Guus Hiddink | bondscoach   | Miguel Herrera |
| Tim Krul Ricardo van Rhijn Joël Veltman Ron Vlaar 24' Jetro Willems Arjen Robben Wesley Sneijder 81' Ibrahim Afellay 67' Daley Blind Klaas-Jan Huntelaar Memphis Depay 60' | opstellingen | Guillermo Ochoa Paul Aguilar 61' Miguel Herrera Adrián Aldrete Diego Reyes Oswaldo Alanís 88' Andrés Guardado 89' José Vázquez 82' Héctor Herrera 76' Javier Hernández 76' Carlos Vela |
| Stefan de Vrij 24' Quincy Promes 60' Georginio Wijnaldum 67' Leroy Fer 81'                                                                                                 | wissels      | 61' Jesús Corona 76' Giovani dos Santos 76' Raúl Jiménez 82' Jonathan dos Santos 88' Miguel Ponce 89' Hugo Rodríguez                                                                   |
| Stefan de Vrij 65' | gele kaarten | 81' Oswaldo Alanís 90+2' Paul Aguilar 90+4' Guillermo Ochoa |

### Negende ontmoeting
| Vriendschappelijk (Amsterdam, Nederland, 7 oktober 2020): |              | |
| Nederland | 0 – 1        | Mexico |
| | goals        | 60' (pen.) Raúl Jiménez |
| Frank de Boer | bondscoach   | Gerardo Martino |
| Tim Krul Owen Wijndal 84' Stefan de Vrij 46' Virgil van Dijk 46' Hans Hateboer Teun Koopmeiners Donny van de Beek Georginio Wijnaldum 63' Ryan Babel 63' Memphis Depay Steven Berghuis 63' | opstellingen | Alfredo Talavera Jesús Gallardo 87' Héctor Moreno César Montes Luis Rodríguez 62' Andrés Guardado 77' Edson Álvarez 80' Héctor Herrera 62' Rodolfo Pizarro 77' Raúl Jiménez Jesús Corona |
| Nathan Aké 46' Joël Veltman 46' Marten de Roon 63' Luuk de Jong 63' Calvin Stengs 63' Quincy Promes 84'                                                                                    | wissels      | 62' Jonathan dos Santos 62' Orbelín Pineda 77' Luis Romo 77' Henry Martín 80' Ismael Govea 87' Néstor Araujo                                                                             |
| Owen Wijndal 58' Calvin Stengs 78' Joël Veltman 90+3' | gele kaarten | 55' Héctor Herrera 68' Jonathan dos Santos 90+4' Néstor Araujo |
| - Debuut van Teun Koopmeiners en Owen Wijndal (beiden AZ) voor Nederland. |              | |

FMF · A-internationals · Selecties · Bondscoaches · Statistieken · Mexicaans vrouwenelftal · Olympisch elftal · Mexico U21 · Mexico U20 · Mexico U19 · Mexico U18 · Mexico U17
1920 – 1949 ·
1950 – 1969 ·
1970 – 1979 ·
1980 – 1989 ·
1990 – 1999 ·
2000 – 2009 ·
2010 – 2019 ·
2020 – 2029
Copa América 1993 ·
Copa América 1995 ·
Copa América 1997 ·
Copa América 1999 ·
Copa América 2001 ·
Copa América 2004 ·
Copa América 2007 ·
Copa América 2011 ·
Copa América 2015 · 
Copa América 2016
WK 1930 ·
WK 1950 ·
WK 1954 ·
WK 1958 ·
WK 1962 ·
WK 1966 ·
WK 1970 ·
WK 1978 ·
WK 1986 ·
WK 1994 ·
WK 1998 ·
WK 2002 ·
WK 2006 ·
WK 2010 ·
WK 2014 · 
WK 2018
OS 1928 ·
OS 1948 ·
OS 1964 ·
OS 1968 ·
OS 1972 ·
OS 1976 ·
OS 1992 ·
OS 1996 ·
OS 2004 ·
OS 2012 ·
OS 2016 ·
OS 2020
1923 ·
1924–1927 ·
1928 ·
1929 ·
1930 ·
1931–1933 ·
1934 ·
1935 ·
1936 ·
1937 ·
1938 ·
1939–1946 ·
1947 ·
1948 ·
1949 ·
1950 ·
1951 ·
1952 ·
1953 ·
1954 ·
1955 ·
1956 ·
1957 ·
1958 ·
1959 ·
1960 ·
1961 ·
1962 ·
1963 ·
1964 ·
1965 ·
1966 ·
1967 ·
1968 ·
1969 ·
1970 · 
1971 · 
1972 · 
1973 · 
1974 · 
1975 · 
1976 · 
1977 · 
1978 · 
1979 · 
1980 · 
1981 · 
1982 · 
1983 · 
1984 · 
1985 · 
1986 · 
1987 · 
1988 · 
1989 · 
1990 · 
1991 · 
1992 · 
1993 · 
1994 · 
1995 · 
1996 · 
1997 · 
1998 · 
1999 · 
2000 · 
2001 · 
2002 · 
2003 · 
2004 · 
2005 · 
2006 · 
2007 · 
2008 · 
2009 · 
2010 · 
2011 · 
2012 · 
2013 · 
2014 · 
2015 · 
2016 ·
2017 ·
2018 ·
2019 ·
2020 ·
2021 ·
2022 ·
2023
Albanië ·
Algerije ·
Angola ·
Argentinië ·
Australië ·
België ·
Belize ·
Bermuda ·
Bolivia ·
Bosnië en Herzegovina ·
Brazilië ·
Bulgarije ·
Canada ·
Chili ·
China ·
Colombia ·
Congo-Kinshasa ·
Costa Rica ·
Cuba ·
Curaçao ·
DDR ·
Denemarken ·
Dominica ·
Duitsland ·
Ecuador ·
Egypte ·
El Salvador ·
Engeland ·
Estland ·
Fiji ·
Finland ·
Frankrijk ·
Gambia ·
Ghana ·
Griekenland ·
Guatemala ·
Guyana ·
Haïti ·
Honduras ·
Hongarije ·
Ierland ·
IJsland ·
Irak ·
Iran ·
Israël ·
Italië ·
Ivoorkust ·
Jamaica ·
Japan ·
Joegoslavië ·
Kameroen ·
Kroatië ·
Liberia ·
Luxemburg ·
Marokko ·
Martinique ·
Nederland ·
Nederlandse Antillen ·
Nicaragua ·
Nieuw-Zeeland ·
Nigeria ·
Noord-Ierland ·
Noord-Korea ·
Noorwegen ·
Oekraïne ·
Oezbekistan ·
Panama ·
Paraguay ·
Peru ·
Polen ·
Portugal ·
Qatar ·
Roemenië ·
Rusland ·
Saint Kitts en Nevis ·
Saint Vincent en de Grenadines ·
Saoedi-Arabië ·
Schotland ·
Senegal ·
Servië ·
Slovenië ·
Slowakije ·
Sovjet-Unie ·
Spanje ·
Suriname ·
Trinidad en Tobago ·
Tsjechië ·
Tsjecho-Slowakije ·
Tunesië ·
Uruguay ·
Venezuela ·
Verenigde Staten ·
Wales ·
Wit-Rusland ·
Zuid-Afrika ·
Zuid-Korea ·
Zweden ·
Zwitserland
Angola (2006) ·
Argentinië (2006) ·
Brazilië (1999) ·
Brazilië (2014) ·
Brazilië (2018) ·
Duitsland (2018) ·
Frankrijk (2010) ·
Iran (2006) ·
Kameroen (2014) ·
Kroatië (2014) ·
Nederland (2014) ·
Portugal (2006) ·
Uruguay (2010) ·
Zuid-Afrika (2010) ·
Zuid-Korea (2018) ·
Zweden (2018)
KNVB ·
A-internationals ·
Bondscoaches (m) ·
Topscorers ·
Nederlands vrouwenelftal ·
Bondscoaches (v) ·
Nederland B ·
Olympisch elftal ·
Jong Oranje ·
Nederland –20 ·
Nederland –19 ·
Nederland –18 ·
Nederland –17 ·
Nederland –16 ·
Nederland –15 ·
Nederlands amateurelftal ·
Nederlands zaterdagelftal ·
Jong OranjeLeeuwinnen ·
Vrouwen –20 ·
Vrouwen –19 ·
Vrouwen –18 ·
Vrouwen –17 ·
Vrouwen –16 ·
Vrouwen –15 ·
Militair mannenelftal ·
Militair vrouwenelftal ·
Strandteam ·
Vrouwen Strandteam ·
Futsalteam ·
Vrouwen Futsalteam

EK-wedstrijden ·
WK-wedstrijden ·
Resultaten kwalificaties en eindronden ·
Nederland B-wedstrijden ·
Officieuze wedstrijden ·
EK-wedstrijden vrouwen ·
WK-wedstrijden vrouwen ·
Resultaten vrouwen kwalificaties en eindronden
1905 – 1919 ·
1920 – 1929 ·
1930 – 1939 ·
1940 – 1949 ·
1950 – 1959 ·
1960 – 1969 ·
1970 – 1979 ·
1980 – 1989 ·
1990 – 1999 ·
2000 – 2009 ·
2010 – 2019 ·
2020 – 2029
2015 ·
2016 ·
2017 ·
2018 ·
2019 ·
2020 ·
2021 · 
2022
EK's: 1976 · 
1980 · 
1988 · 
1992 · 
1996 · 
2000 · 
2004 · 
2008 · 
2012 · 
2020 · 
2024
WK's: 1934 · 
1938 · 
1974 · 
1978 · 
1990 · 
1994 · 
1998 · 
2006 · 
2010 · 
2014 · 
2022
OS: 1908 ·
1912 ·
1920 ·
1924 ·
1928 ·
1948 ·
1952 ·
2008
Albanië ·
Andorra ·
Argentinië ·
Armenië ·
Australië ·
België ·
Bosnië en Herzegovina ·
Brazilië ·
Bulgarije ·
Canada ·
Chili ·
China ·
Colombia ·
Costa Rica ·
Curaçao ·
Cyprus ·
DDR ·
Denemarken ·
Duitsland ·
Ecuador ·
Egypte ·
Engeland ·
Estland ·
Faeröer ·
Finland ·
Frankrijk ·
GOS · 
Georgië ·
Ghana ·
Gibraltar ·
Griekenland ·
Hongarije ·
Ierland ·
IJsland ·
Indonesië ·
Iran ·
Israël ·
Italië ·
Ivoorkust ·
Japan ·
Joegoslavië ·
Kameroen ·
Kazachstan ·
Kroatië ·
Letland ·
Liechtenstein ·
Luxemburg ·
Malta ·
Marokko ·
Mexico ·
Moldavië ·
Montenegro ·
Nederlandse Antillen ·
Nigeria ·
Noord-Ierland ·
Noord-Macedonië ·
Noorwegen ·
Oekraïne ·
Oostenrijk ·
Paraguay ·
Peru ·
Polen ·
Portugal ·
Qatar ·
Roemenië ·
Rusland ·
Saarland ·
San Marino ·
Saoedi-Arabië ·
Schotland ·
Senegal ·
Servië en Montenegro ·
Slovenië ·
Slowakije ·
Sovjet-Unie ·
Spanje ·
Suriname ·
Thailand ·
Tsjechië ·
Tsjecho-Slowakije ·
Tunesië ·
Turkije ·
Uruguay ·
Verenigd Koninkrijk ·
Verenigde Staten ·
Wales ·
Wit-Rusland ·
Zuid-Afrika ·
Zuid-Korea ·
Zweden ·
Zwitserland
Argentinië (1978) ·
Argentinië (2006) ·
Argentinië (2014) ·
Argentinië (2022) ·
Australië (2014) ·
Brazilië (2014) ·
Chili (2014) · 
Costa Rica (2014) ·
Denemarken (2010) ·
Denemarken (2012) ·
Duitsland (2012) · 
Ecuador (2022) · 
Frankrijk (2008) ·
Italië (2008) ·
Ivoorkust (2006) ·
Japan (2010) ·
Kameroen (2010) ·
Mexico (2014) · 
Noord-Macedonië (2021) · 
Oekraïne (2021) · 
Oostenrijk (2021) · 
Portugal (2006) ·
Portugal (2012) ·
Portugal (2019) ·
Qatar (2022) ·
Roemenië (2008) ·
Rusland (2008) ·
San Marino (2011) ·
Senegal (2022) ·
Servië en Montenegro (2006) ·
Sovjet-Unie (1988) ·
Spanje (2010) ·
Spanje (2014) ·
Tsjechië (2021) · 
Uruguay (2010) ·
Verenigde Staten (2022) · 
West-Duitsland (1974)